# 第41屆七大工業國組織會議

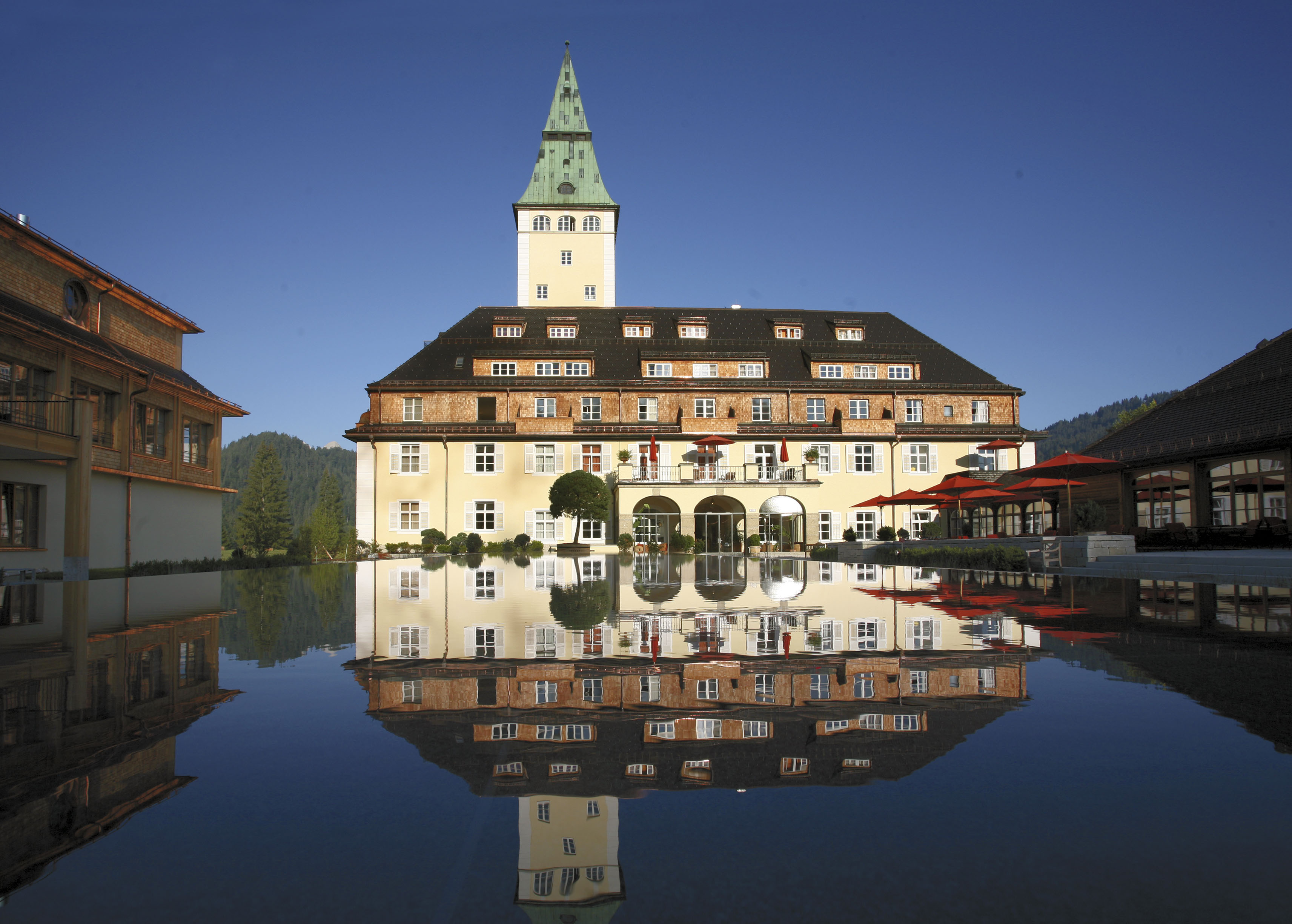
本次峰會的举办地是位于巴伐利亞的艾茂宮。

第41屆七大工業國組織會議，於2015年6月7日至8日，在德國巴伐利亚州加尔米施-帕滕基兴县克倫市镇的艾茂山莊召開。

## 與會者
与会者包括G7成員國的領導人，而歐盟代表與欧盟委员会主席，是自1981年起，以永久歡迎及參與決策者的身分參加。
| G7核心會員 東道國及其領導人以粗體顯示 |                  |                          |            |
| 成員                                  | 成員             | 姓名                     | 頭銜       |
| 加拿大                                | 加拿大           | 史蒂芬·哈珀              | 總理       |
| 法國                                  | 法國             | 弗朗索瓦·奥朗德          | 總統       |
| 德国                                  | 德國             | 安格拉·默克爾            | 總理       |
| 義大利                                | 義大利           | 马泰奥·伦齐              | 總理       |
| 日本                                  | 日本             | 安倍晋三                 | 總理大臣   |
| 英国                                  | 英國             | 戴维·卡梅伦              | 首相       |
| 美国                                  | 美國             | 贝拉克·奥巴马            | 總統       |
| 欧洲联盟                              | 歐盟             | 让-克洛德·容克           | 委员会主席 |
| 欧洲联盟                              | 歐盟             | 唐納德·圖斯克            | 理事会主席 |
| 邀請來賓（國家）                      |                  |                          |            |
| 成員                                  | 成員             | 姓名                     | 頭銜       |
| 伊拉克                                | 伊拉克           | 海德尔·阿巴迪            | 總理       |
| 奈及利亞                              | 奈及利亞         | 穆罕默杜·布哈里          | 總統       |
| 突尼西亞                              | 突尼西亞         | 贝吉·凯德·埃塞卜西       | 總統       |
| 利比里亚                              | 利比里亚         | 埃伦·约翰逊·瑟利夫       | 总统       |
| 塞内加尔                              | 塞内加尔         | 麦基·萨勒                | 总统       |
| 埃塞俄比亚                            | 埃塞俄比亚       | 海爾馬里亞姆·德薩萊尼    | 总理       |
| 邀請來賓（國際組織）                  |                  |                          |            |
| 成員                                  | 成員             | 姓名                     | 頭銜       |
|                                       | 國際貨幣基金組織 | 克里斯蒂娜·拉加德        | 总裁       |
|                                       | 经合组织         | Angel Gurria             | 秘书长     |
| 联合国                                | 联合国           | 潘基文                   | 秘书长     |
|                                       | 世界银行         | 金墉                     | 行长       |
| 非洲联盟                              | 非洲联盟         | 恩科萨扎娜·德拉米尼-祖马 | 委员会主席 |

## 议程

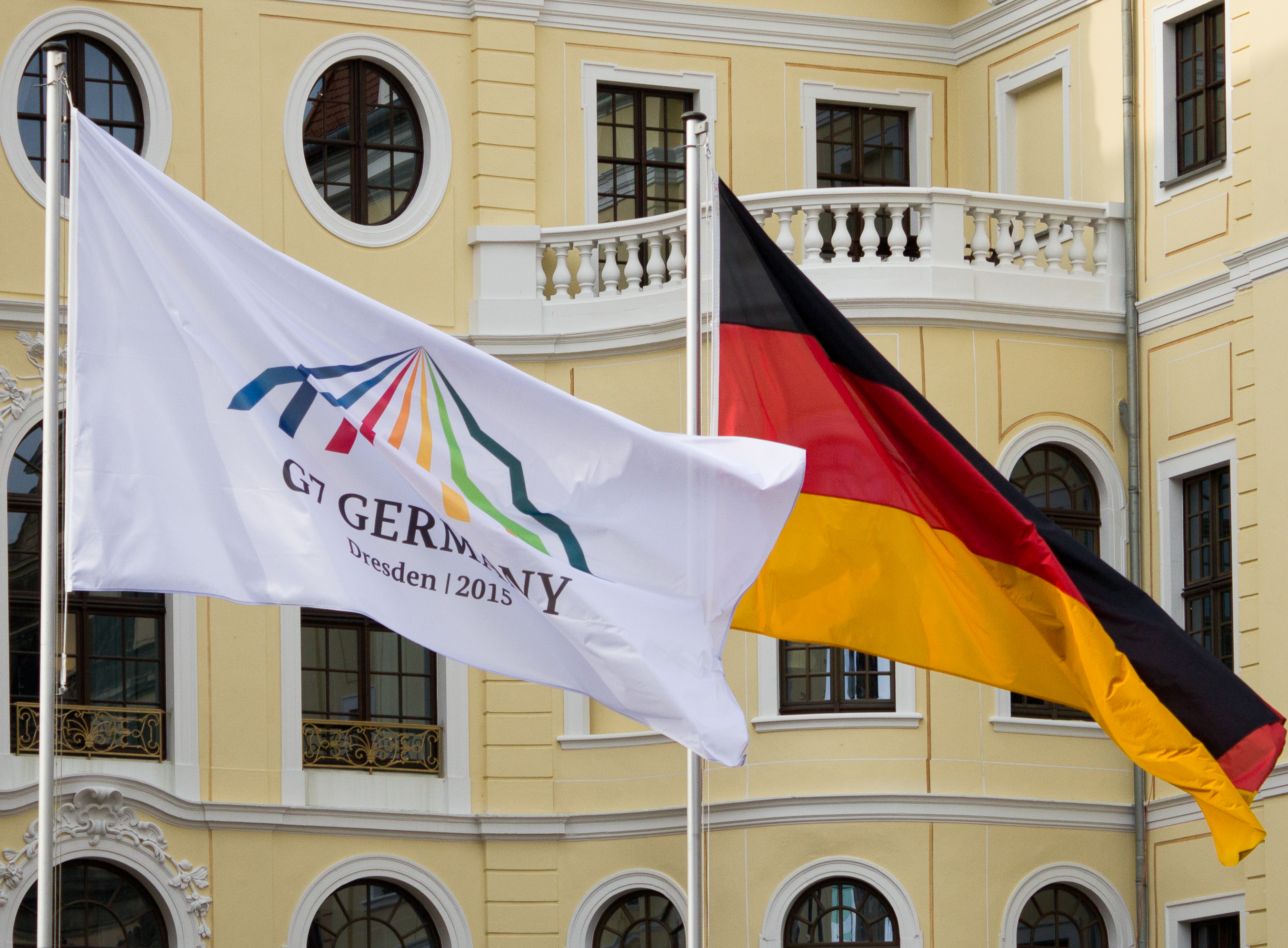
本次会议的旗帜与德国国旗

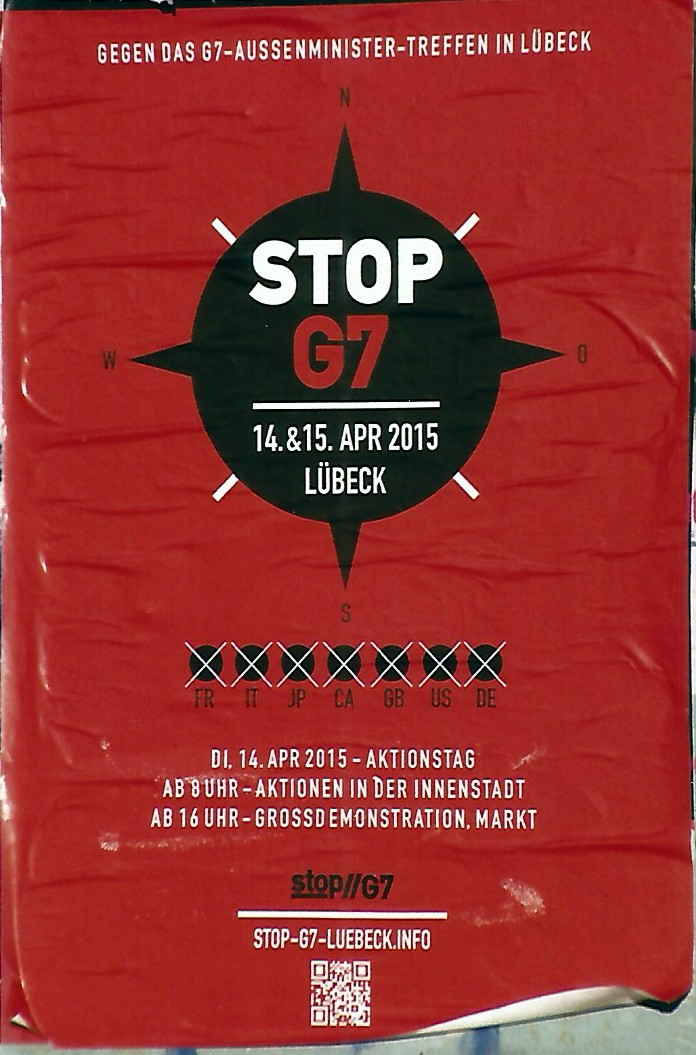
試圖破壞

### 主要议题
此次G7峰会将重点放在全球经济以及有关外交、安全和发展政策的关键问题。
除此之外的关键议题还有：
- 保护海洋环境、海洋治理和资源利用效率
- 抗生素耐药性、被忽视的和贫困有关的疾病以及埃博拉
- 零售和供应链标准
- 加强女性的经济能力[5]

G7国家的领导人也将讨论能源安全。

### 共同价值观的共同体
当谈到塑造我们星球的未来，G7国家有特殊的责任。作为共同价值观的共同体，七国集团必须努力建立和平与安全，确保人民可以过上自主决定的生活。自由、人权、民主、法治、和平与安全、繁荣和可持续发展的原则是G7一致的核心原则。“作为价值观的共同体，G7中的各国首脑们不会接受俄罗斯联邦非法吞并克里米亚，他们因此决定举行没有俄罗斯参加的会议，直至另行通知。”

### 外交和安全政策
七国集团致力于追求共同的外交和安全政策以应对世界各地的许多政治危机，这非常重要。2014年3月，G7声明目前不可能与俄罗斯在八国集团的范围内进行有意义的讨论。

#### 气候问题
气候问题也是一个讨论的要点。

## 会议安排
| 日期             | 会议              | 城市     | 地点                               |
| ---------------- | ----------------- | -------- | ---------------------------------- |
| 2015年4月14-15日 | 外长会议          | 吕贝克   | 吕贝克市政厅、European Hansemuseum |
| 2015年5月11-12日 | 能源部长会议      | 汉堡     | 汉堡市政厅                         |
| 2015年5月27-29日 | 财政部长会议      | 德累斯顿 | 德累斯顿王宫、塔森伯格宫           |
| 2015年6月7-8日   | G7会议            | 克倫     | 艾茂宮                             |
| 2015年10月8-9日  | 科学/卫生部长会议 | 柏林     | 待定                               |

## 与会者相片

### G7领导人

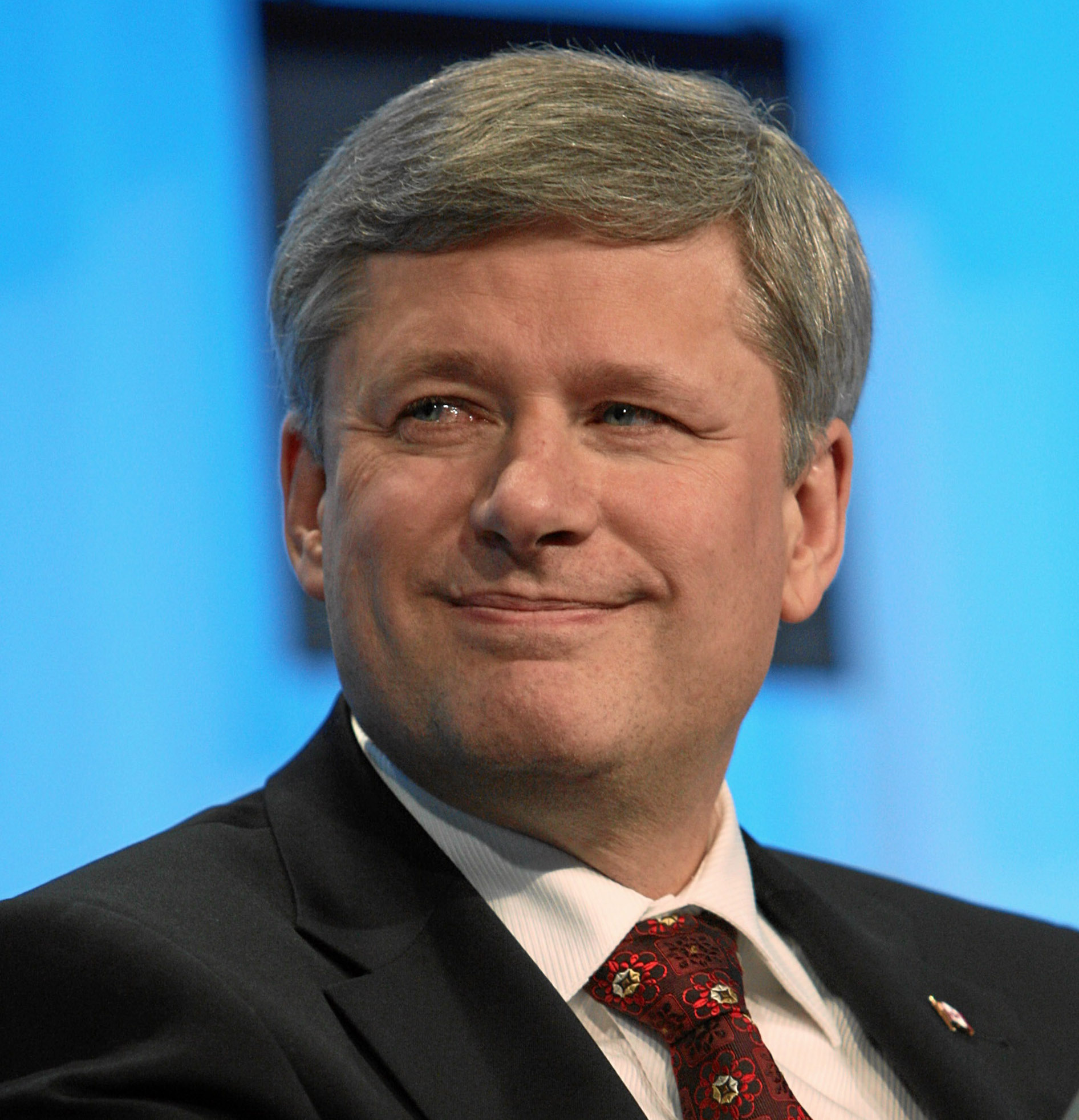
加拿大 史蒂芬·哈珀 总理
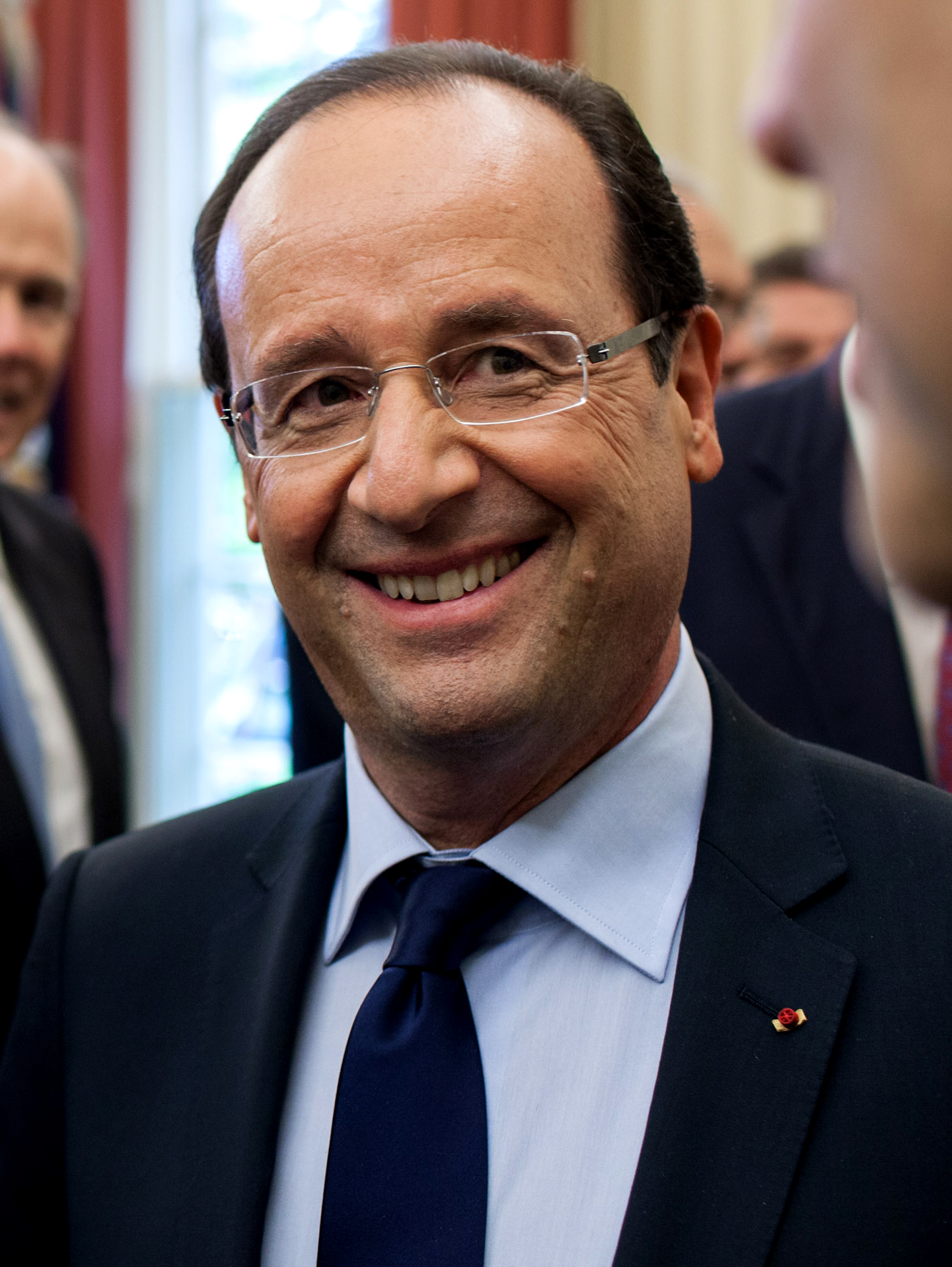
法国 弗朗索瓦·奥朗德 总统
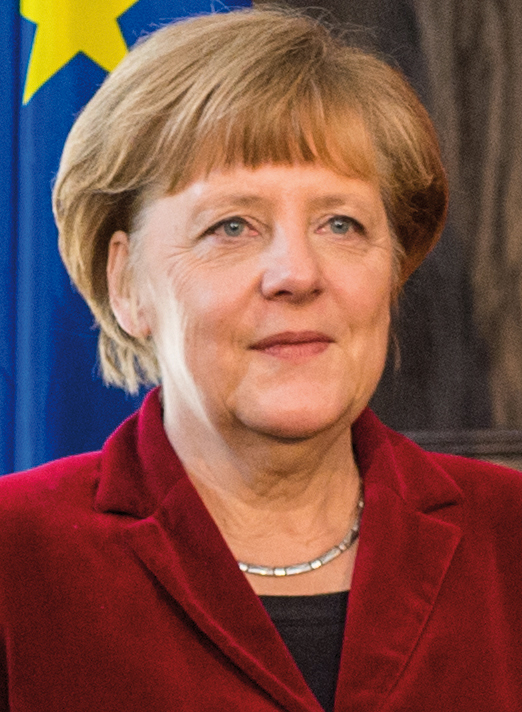
德国 安格拉·默克爾 总理
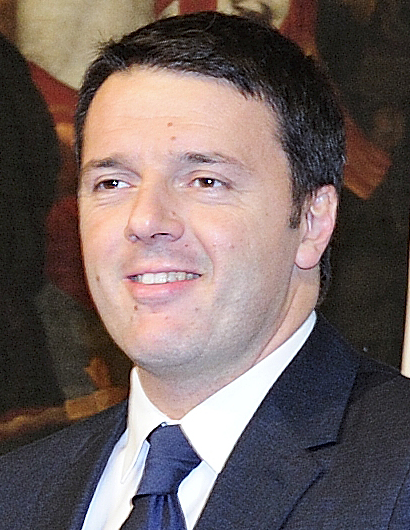
意大利 马泰奥·伦齐 总理
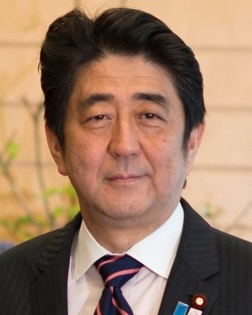
日本 安倍晋三 内阁总理大臣
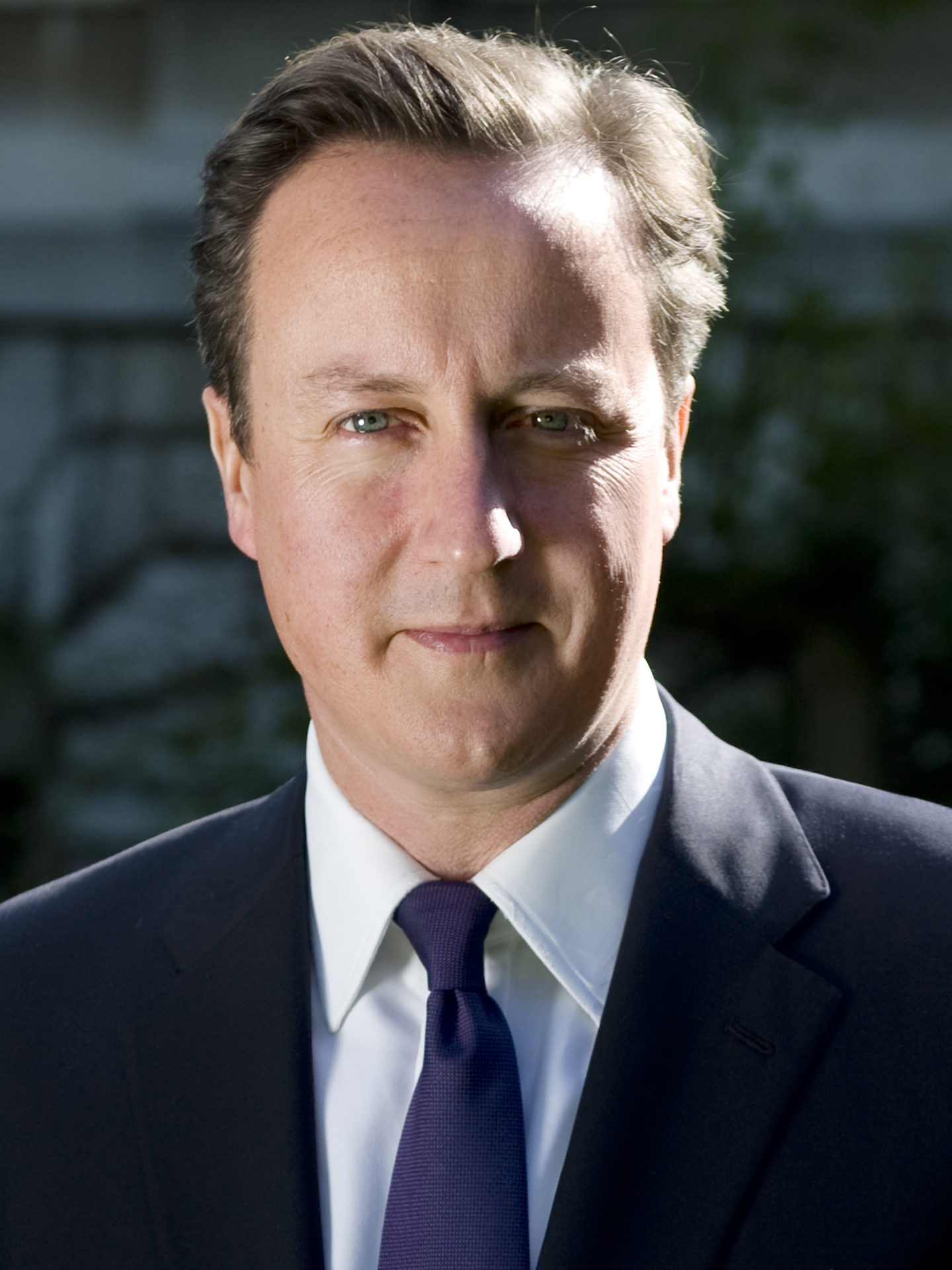
英国 大卫·卡梅伦 首相
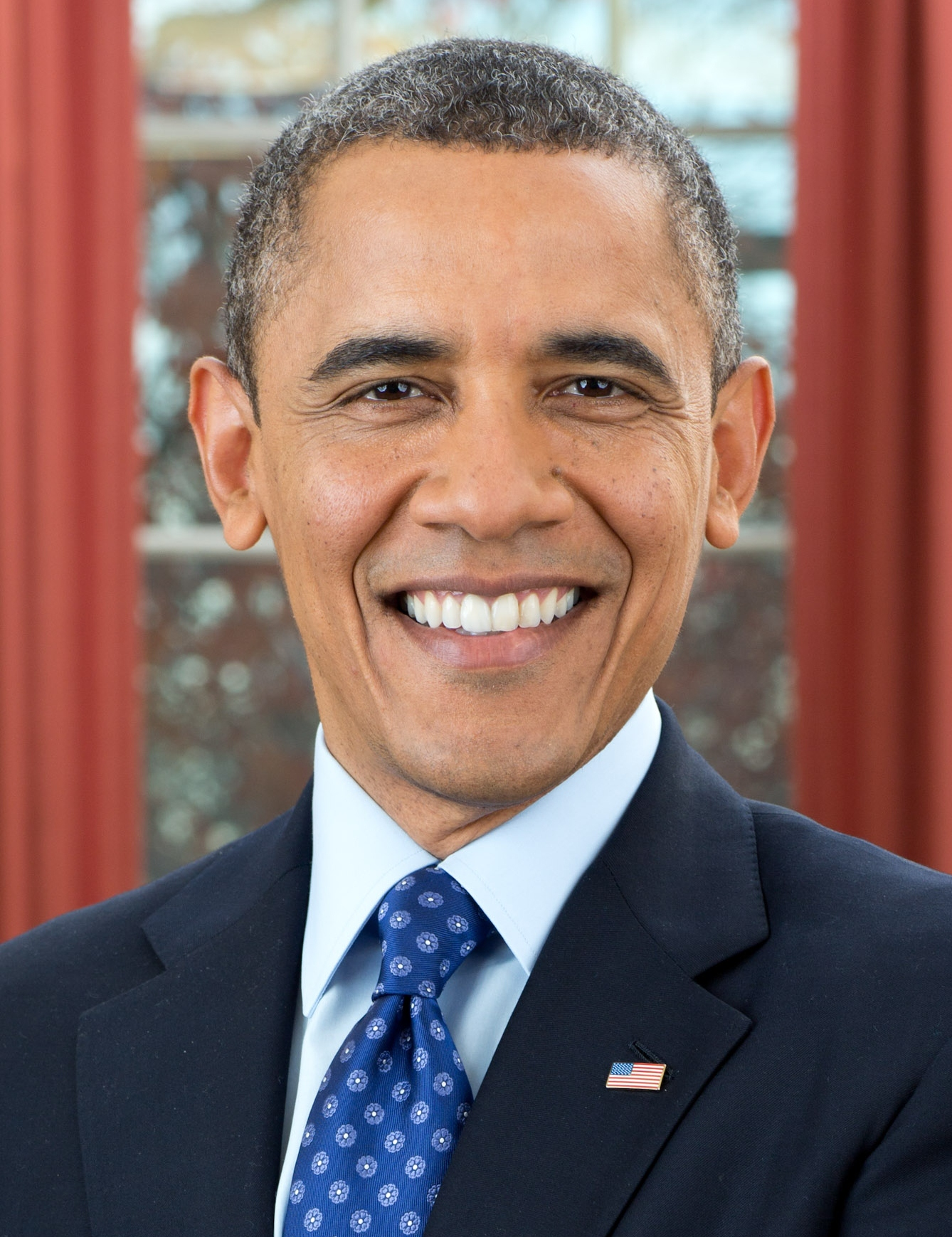
美国 贝拉克·奥巴马 总统
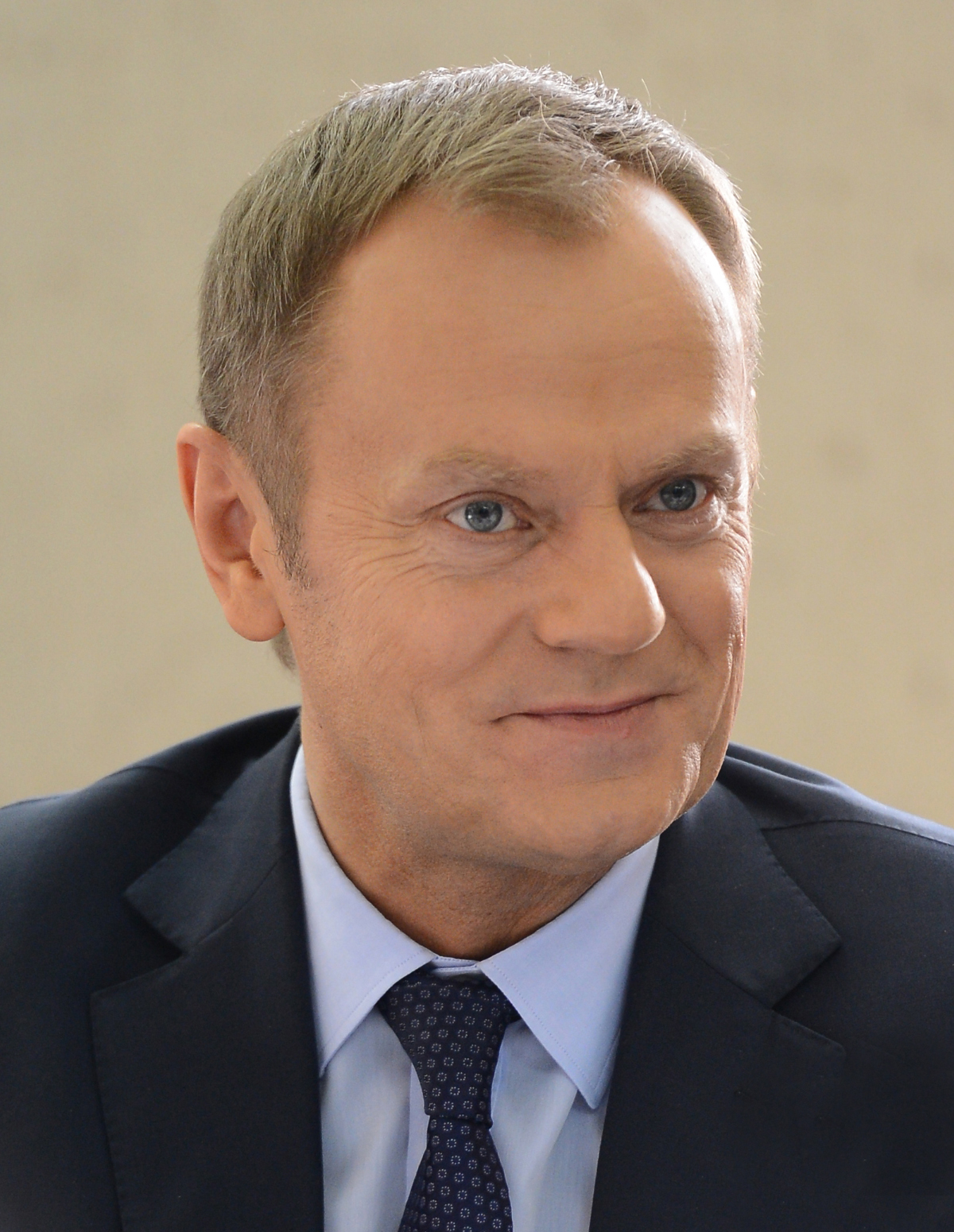
欧盟 唐納德·圖斯克 欧洲理事会主席
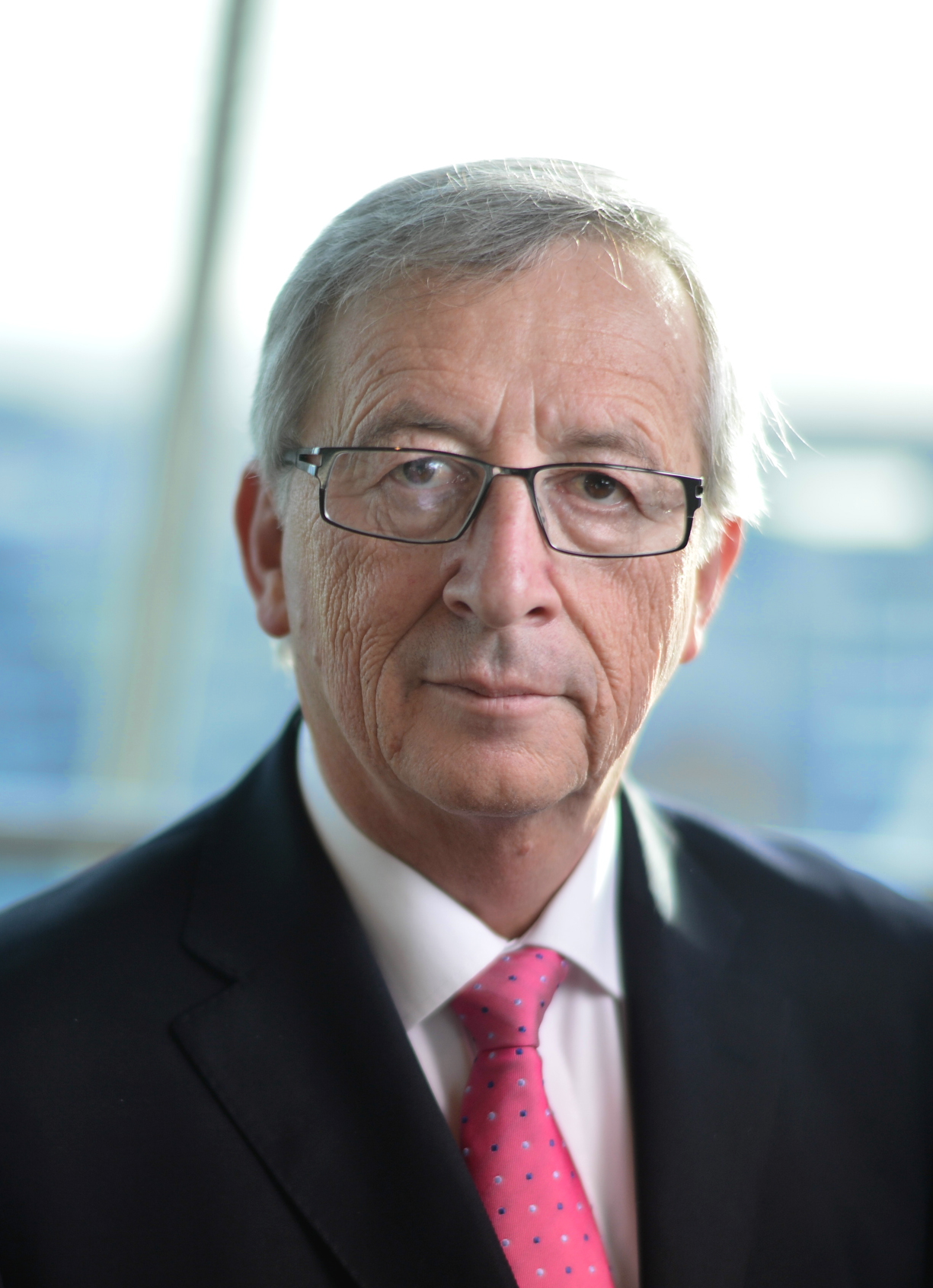
欧盟 让-克洛德·容克 欧盟委员会主席

### 受邀来宾

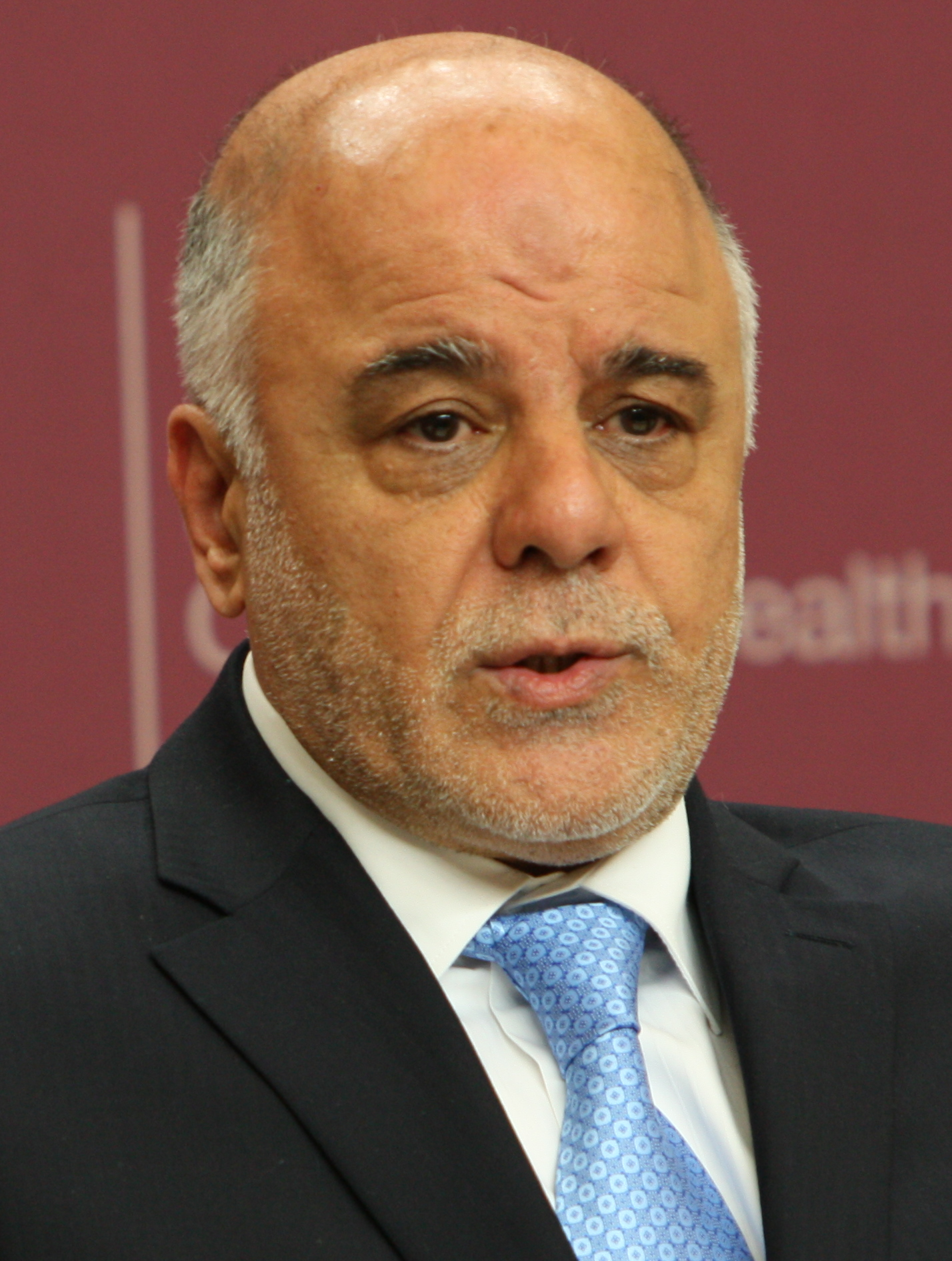
伊拉克 海德尔·阿巴迪 总理
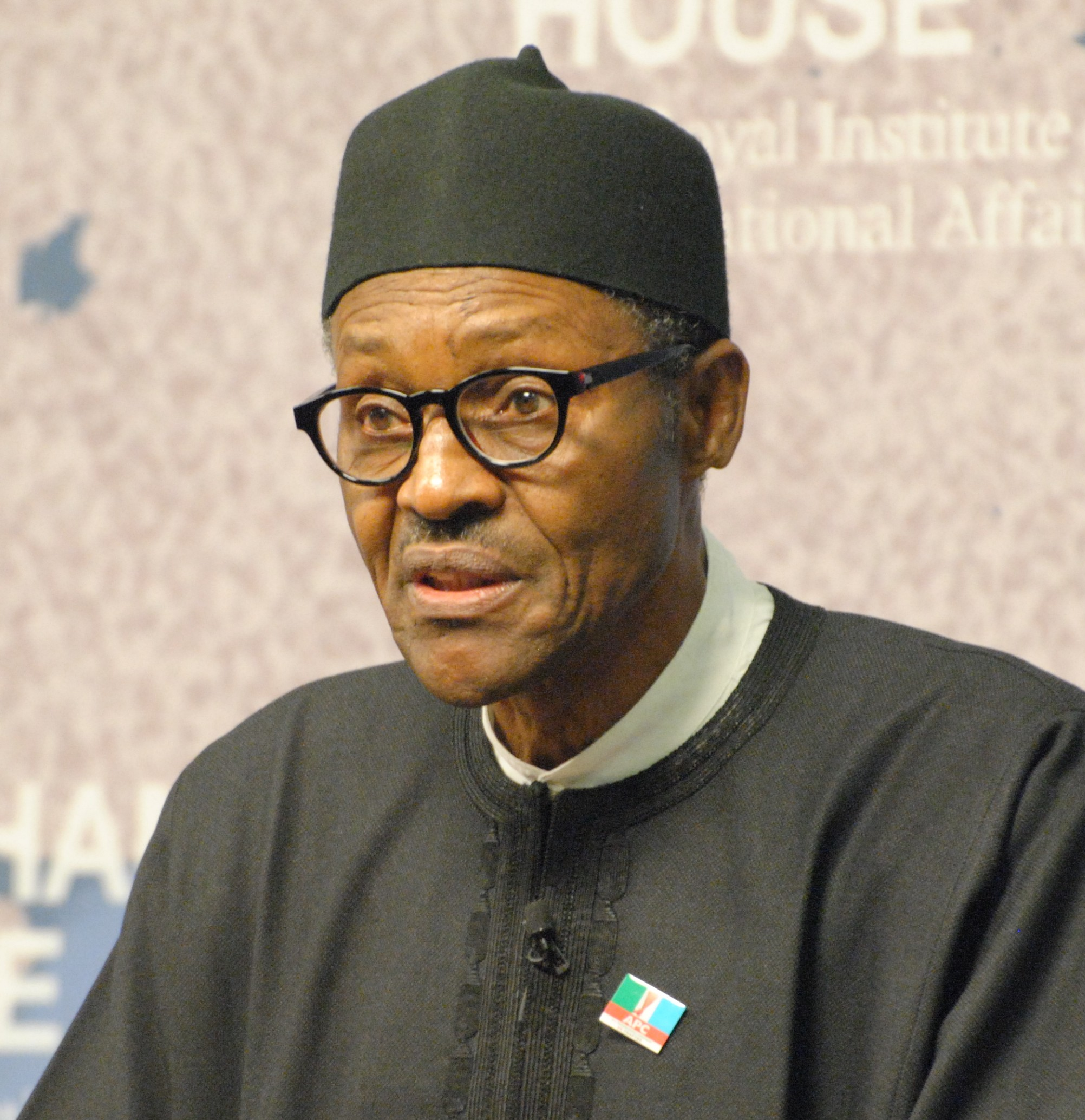
尼日利亚 穆罕默杜·布哈里 总统
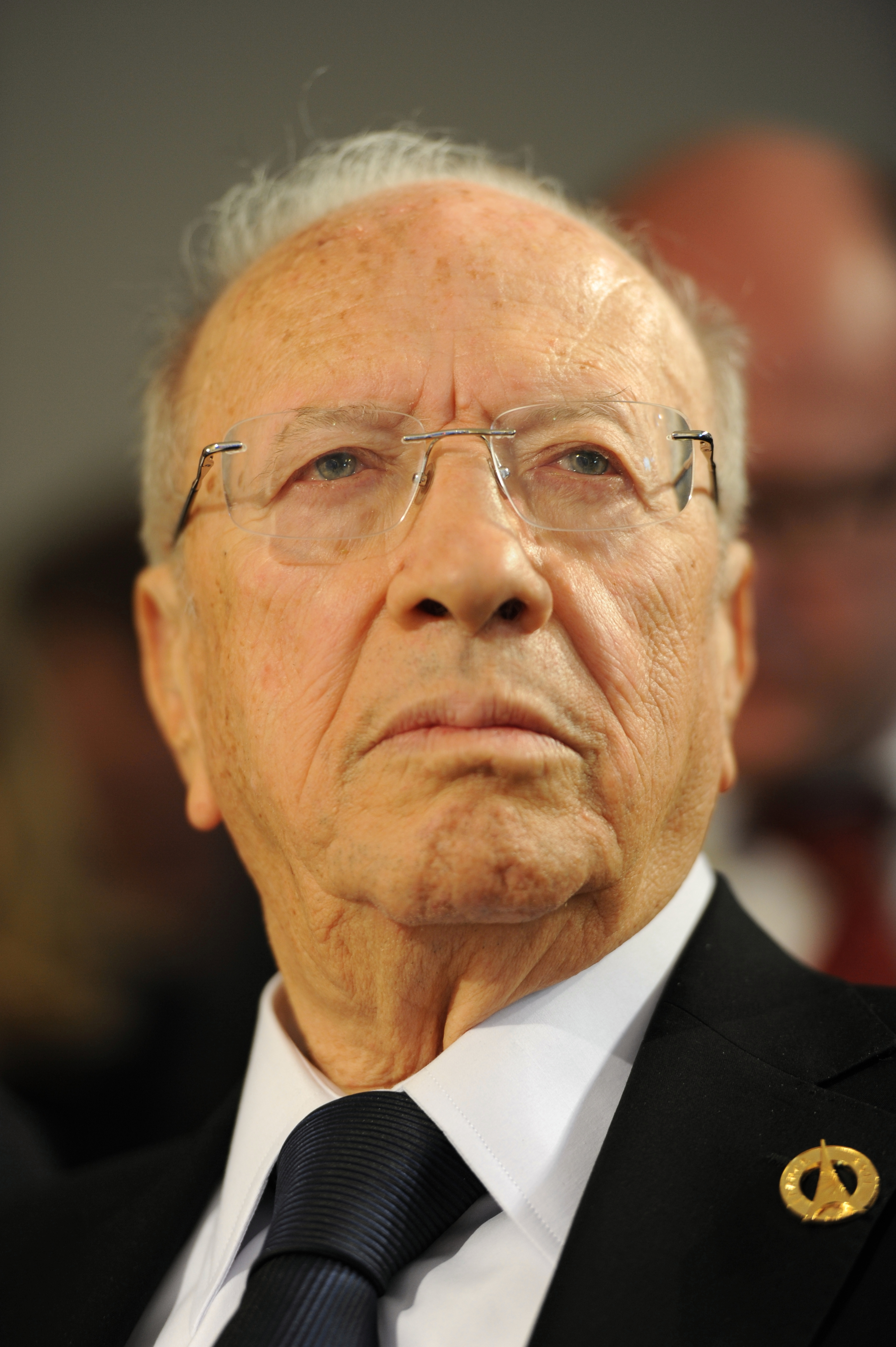
突尼斯 贝吉·凯德·埃塞卜西 总统
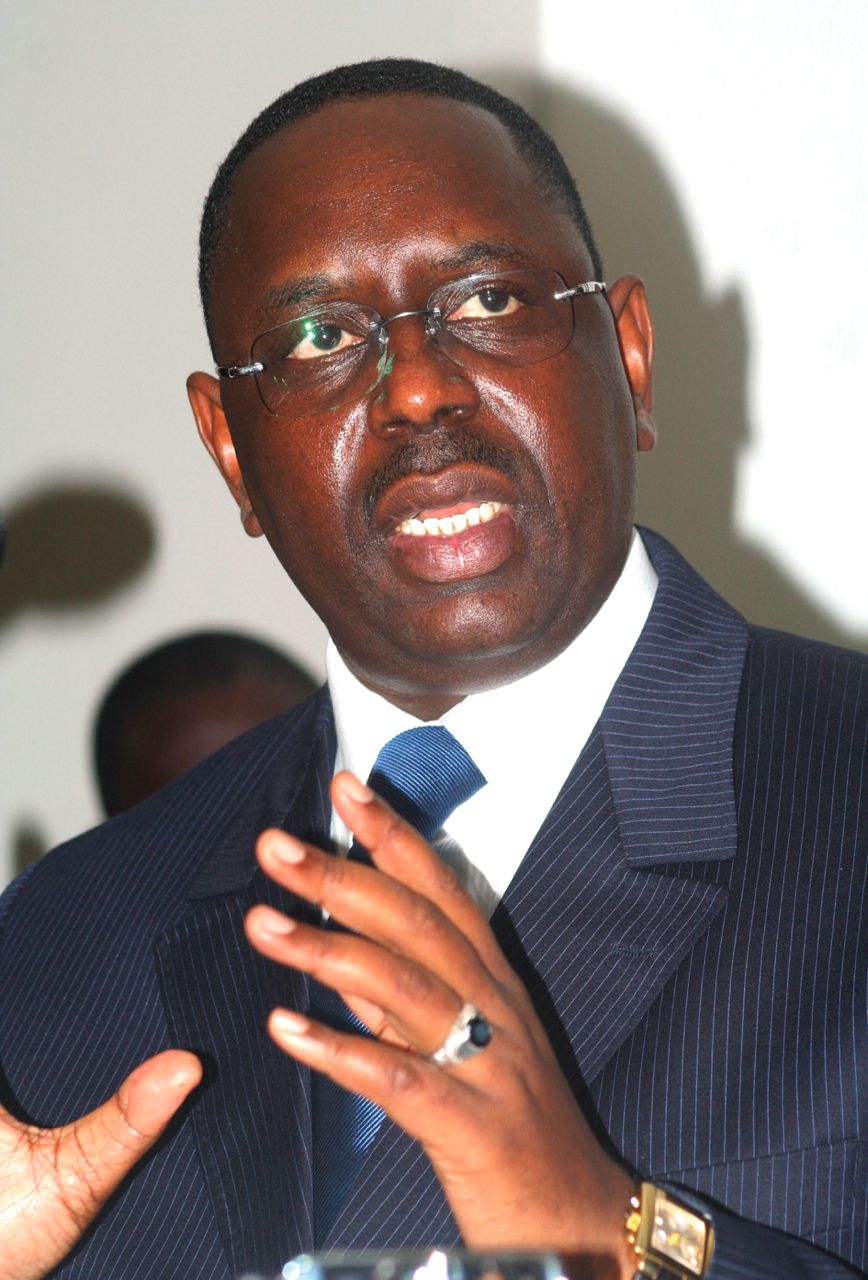
塞内加尔 麦基·萨勒 总统
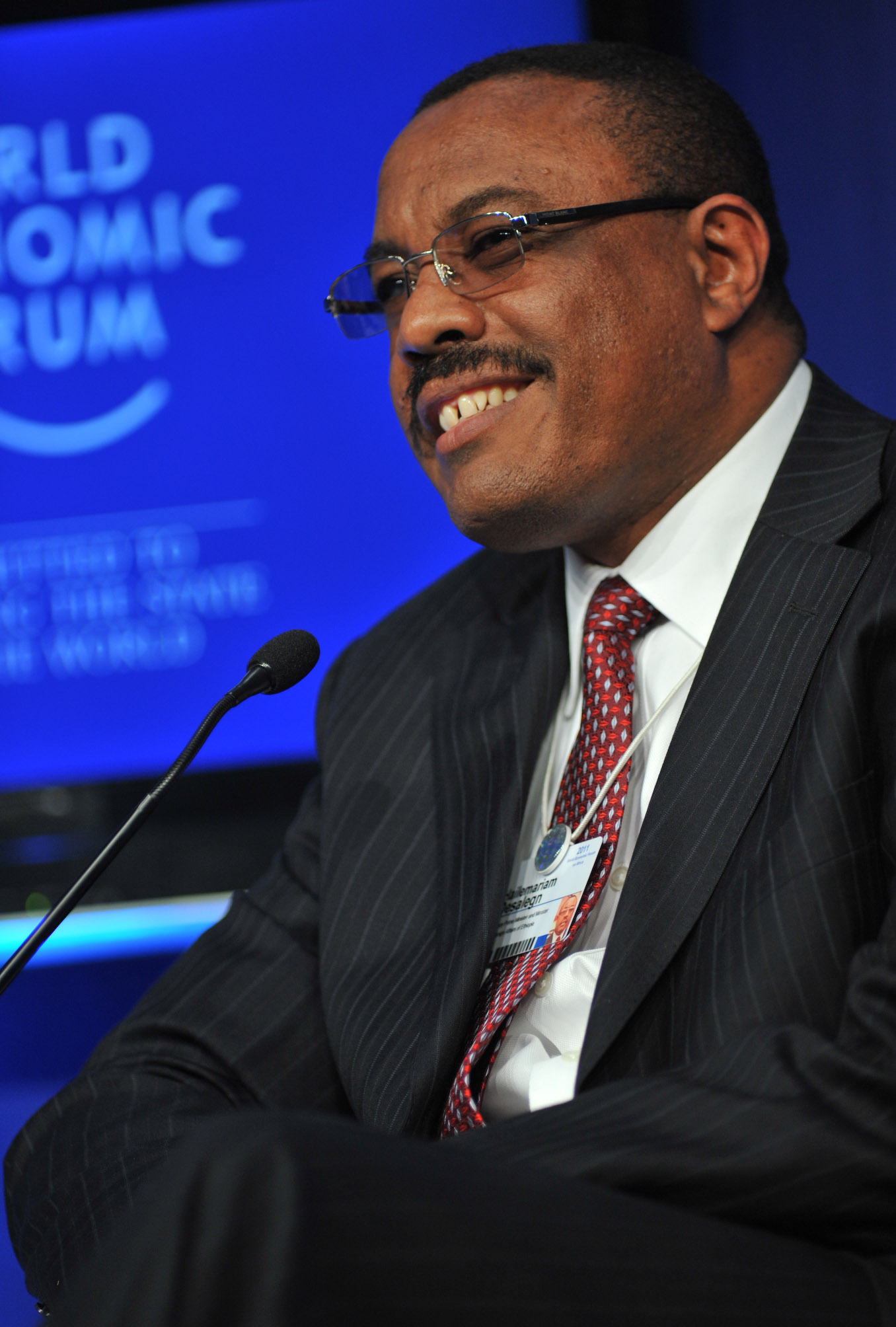
埃塞俄比亚 海爾馬里亞姆·德薩萊尼 总理
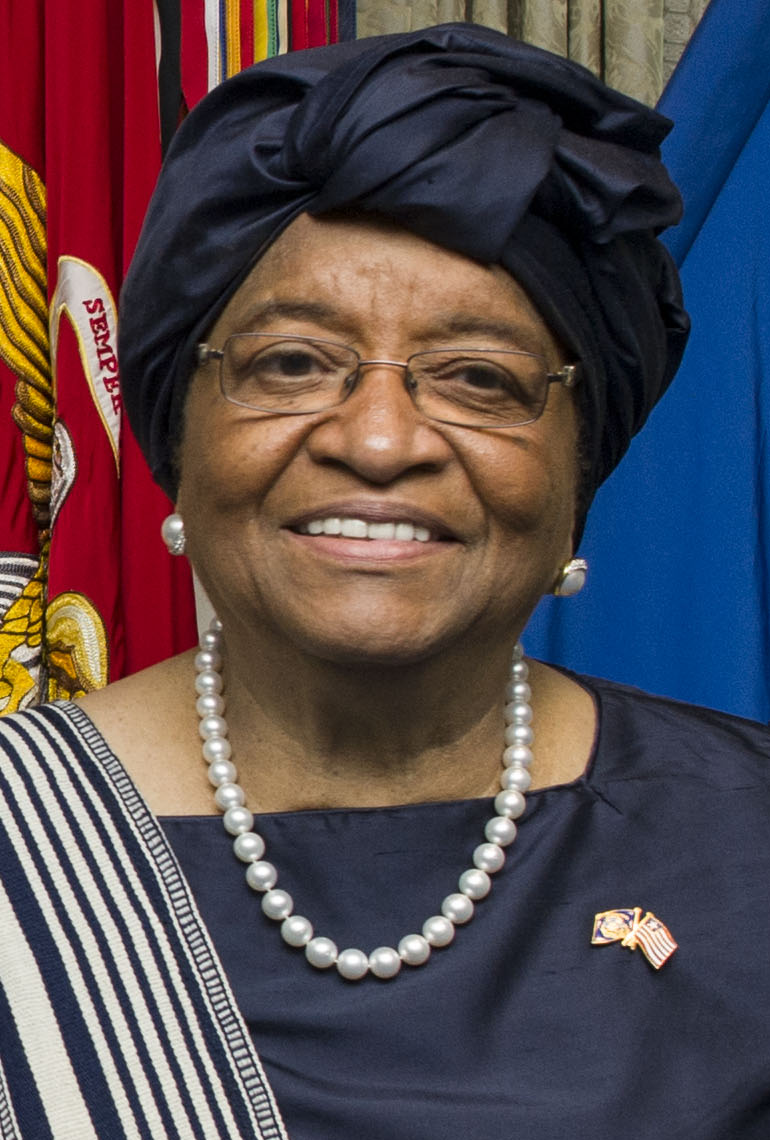
利比里亚 埃伦·约翰逊·瑟利夫 总统

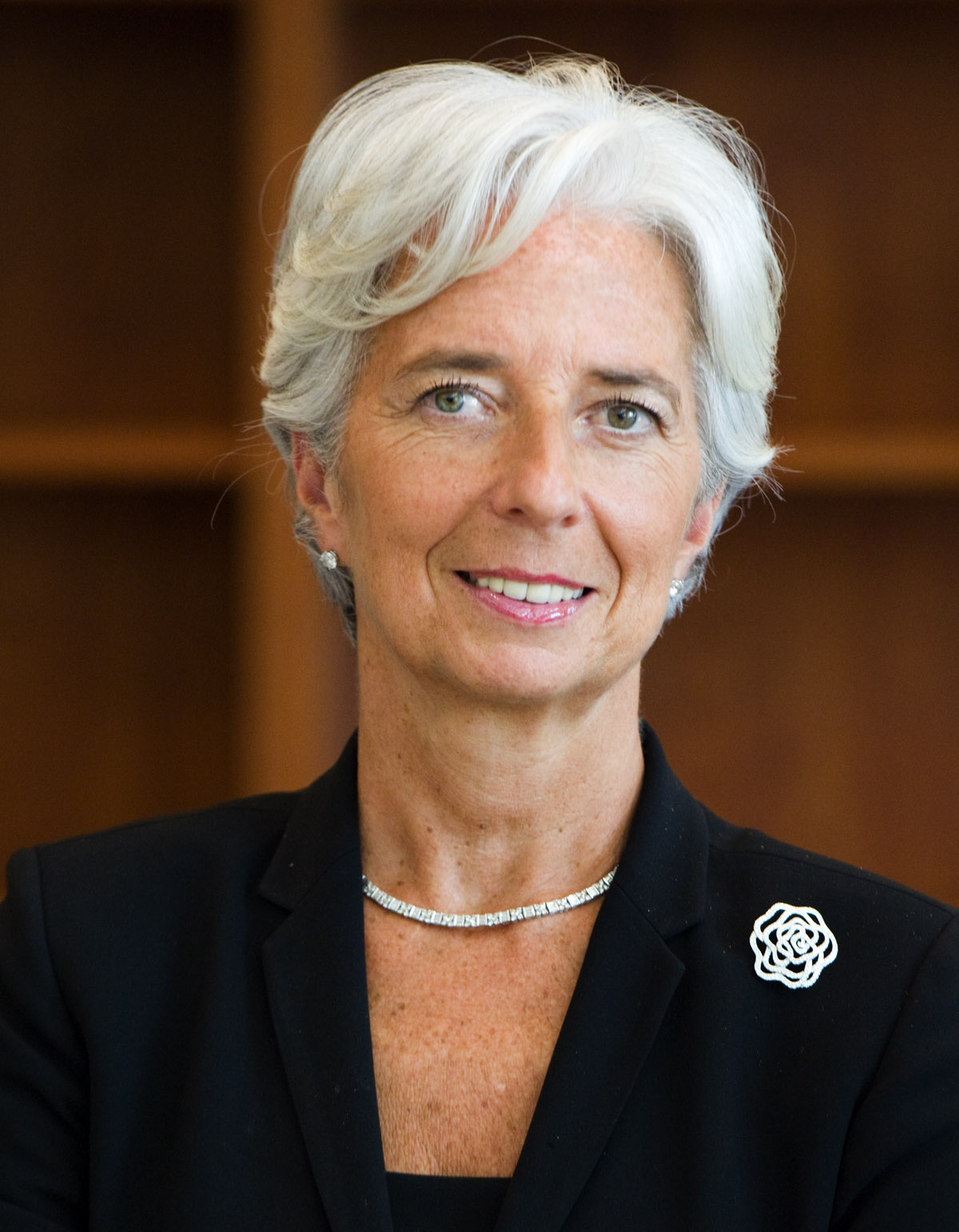
國際貨幣基金組織 克里斯蒂娜·拉加德 总裁
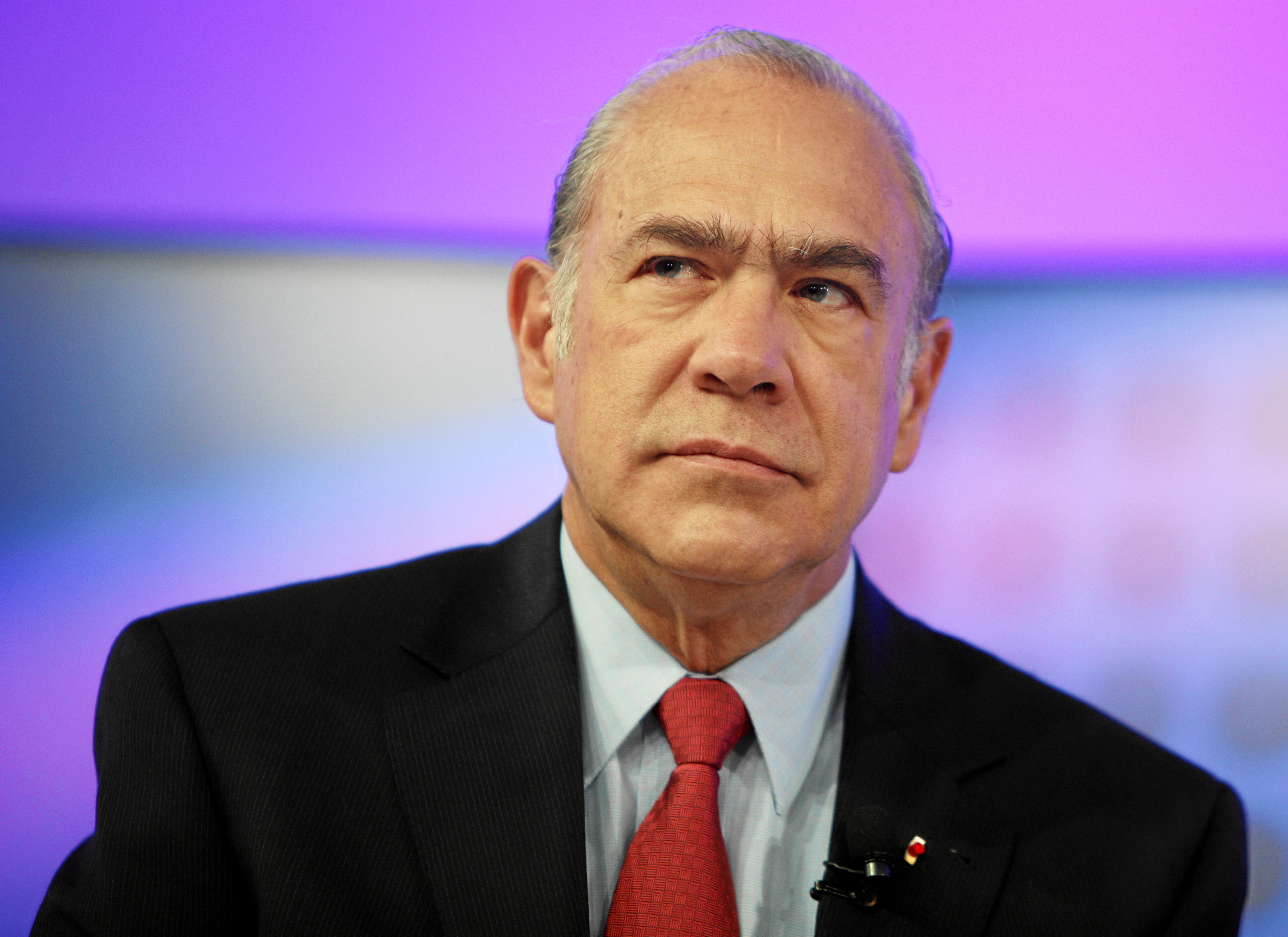
经合组织 José Ángel Gurría（英语：José Ángel Gurría） 秘书长
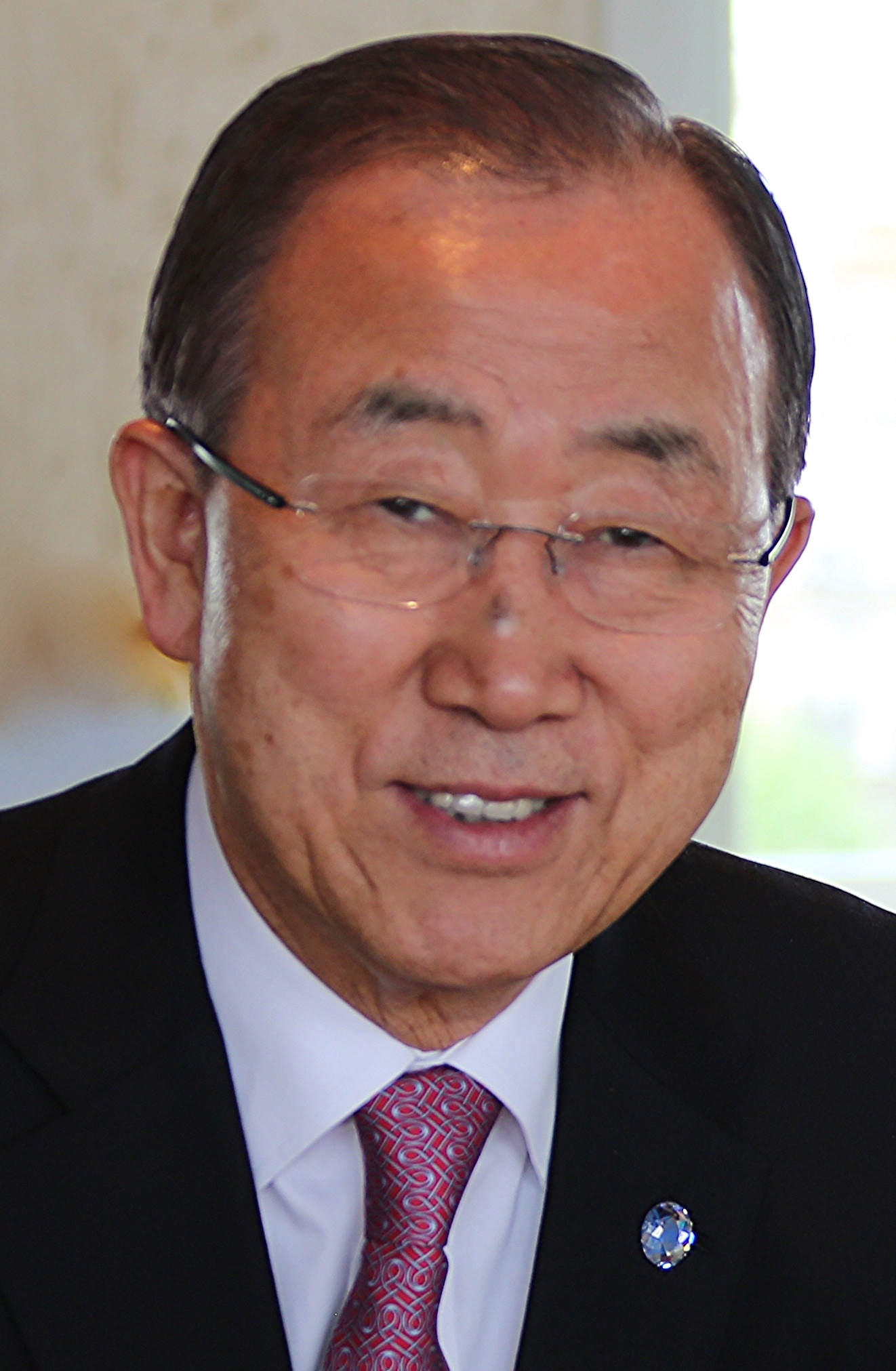
联合国 潘基文 秘书长
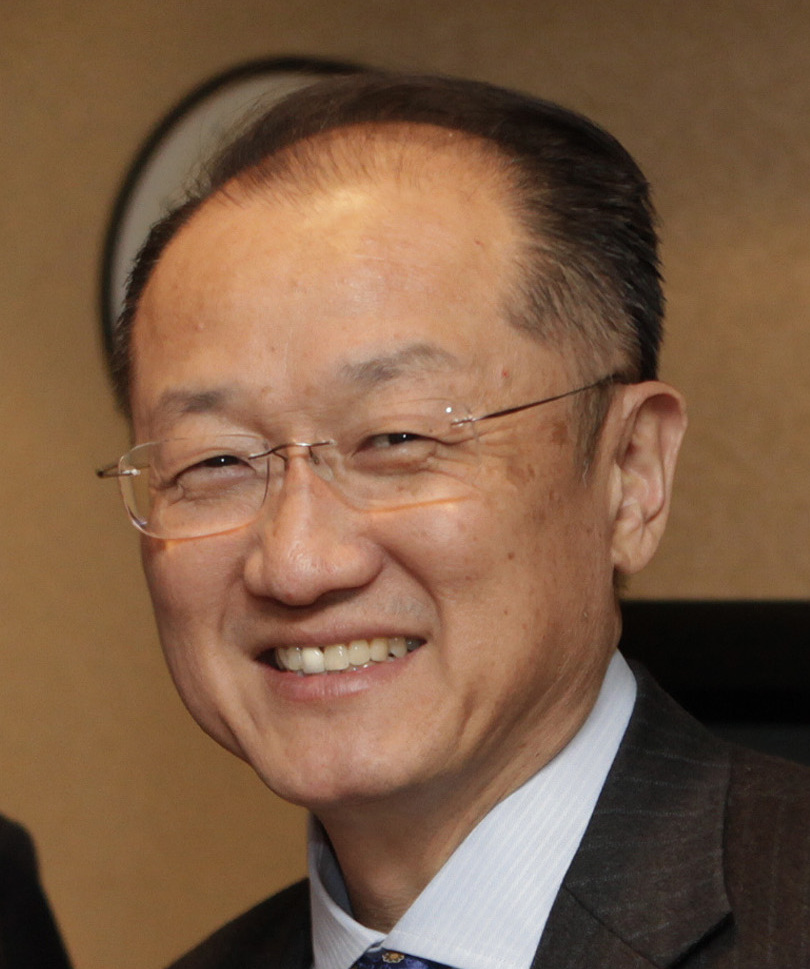
世界银行 金墉 行长
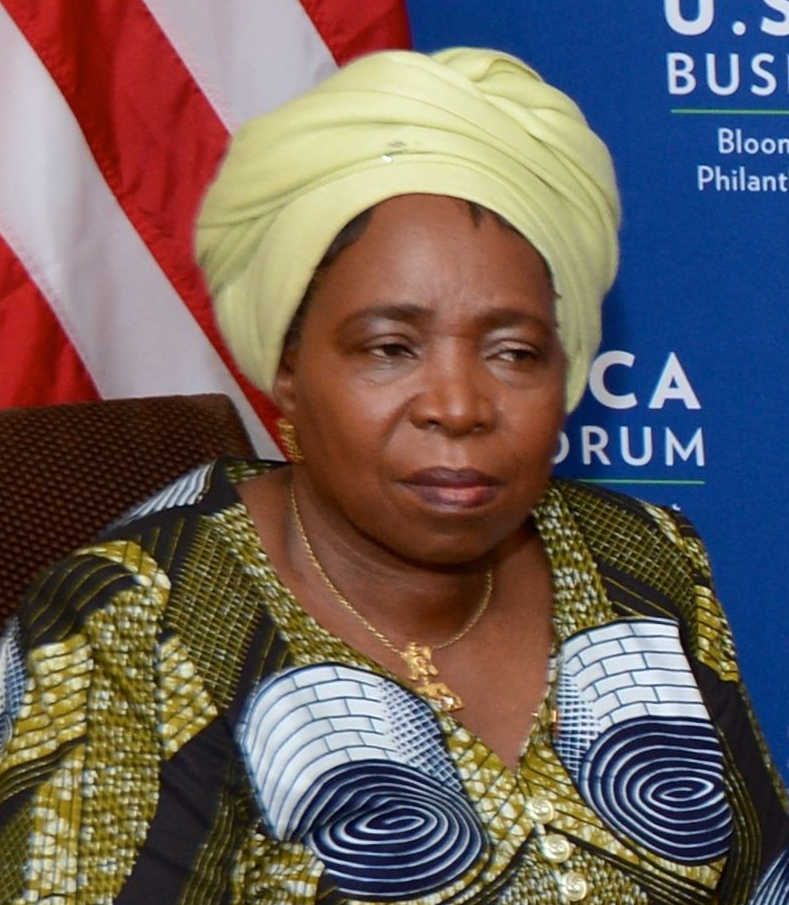
非洲联盟 恩科萨扎娜·德拉米尼-祖马 委员会主席